# Susan, Baronesa Hussey
Susan, Baronesa Hussey, (nacida en 1 de mayo de 1939) es una aristócrata, dama de honor de la reina Isabel II hasta septiembre de 2022, cuando falleció la reina, y madrina de Guillermo de Gales.
Es la quinta e hija menor del 12º Conde Waldegrave y Mary Hermione, Condesa Waldegrave. El 25 de abril de 1959 se casó con Marmaduke Hussey (más tarde presidente de la Junta de Gobernadores de la BBC) y tuvieron dos hijos, James Arthur (nacido en 1961) y Katharine Elizabeth (nacida en 1964), actualmente Compañera de la Reina Camila. Ella es la hermana del decimotercer Conde Waldegrave y el compañero vitalicio y exministro del Gabinete Conservador Lord Waldegrave de North Hill. Es madrina del Guillermo, príncipe de Gales y fue elegida para acompañar a la reina Isabel II en el funeral del príncipe Felipe .
Ya Dama Comandante de la Real Orden Victoriana (DCVO), fue ascendida a Dama Gran Cruz de la Real Orden Victoriana (GCVO) en los Honores de Cumpleaños de 2013. También ha recibido la versión de la Reina Isabel II de la Medalla de Fiel y Largo Servicio y de la Casa Real con barras de 30, 40, 50 y 60 años.
El 9 de septiembre de 2015 recibió la Faja de Categoría Especial de la Orden del Águila Azteca.
Fue apartada de sus funciones el 30 de noviembre de 2022, por realizar comentarios racistas a la asistente a un acto contra la violencia de género.